# 스푸트니크 충격

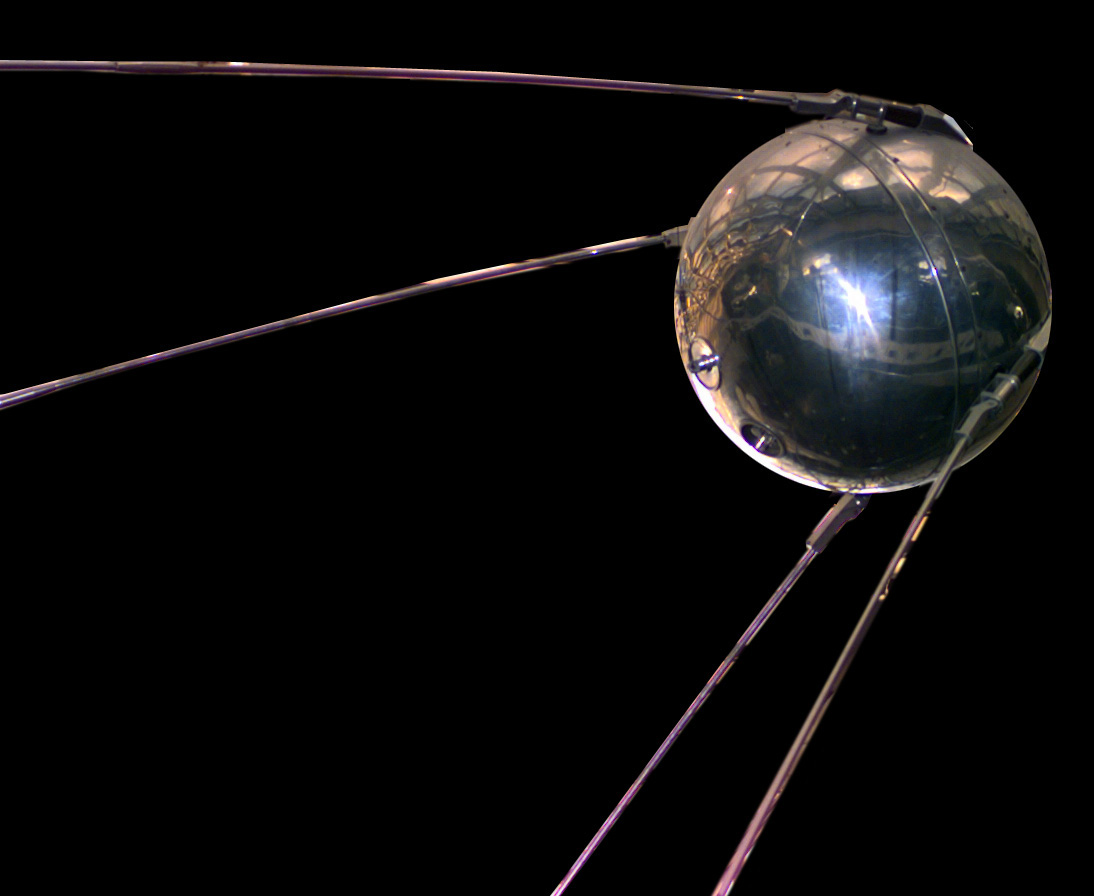
스푸트니크 1호, 세계 최초의 인공위성

스푸트니크 충격(Sputnik crisis, 스푸트니크 쇼크)은 1957년 10월 4일 소비에트 연방이 스푸트니크 1호의 발사에 성공하면서 미국이 받은 과학기술 · 교육부문의 충격을 말한다.

## 당시의 미 · 소의 관계
1950년대 미국과 소련은 2차 세계대전이 끝난 뒤 자본주의진영과 공산주의진영. 곧, 두 냉전 세계의 중심축이었다. 하지만 당시까지만 해도 미국을 비롯한 서방자본주의국가들은 소련을 미국에 대항할 만한 위협적인 존재로 느끼고 있지는 않았다. 세계대전 내내 나치를 주로 상대하던 소련이었지만 미국이나 영국의 지원이 없었다면 버티기 어려웠다고 여겼던 것이다. 당시 미국은 장거리 미사일과 같은 무기체계와 과학기술 전반에 걸쳐서 당연히 자신들이 앞서 있다고 생각하고 있었다.

## 스푸트니크의 발사 이후
그런 와중에 1957년 10월 4일 소련은 스푸트니크 1호 발사에 성공했다. 이전까지 소련의 흐루쇼프는 "수소폭탄을 실은 대륙간탄도미사일을 보유하고 있다"고 말하기도 했지만 미국을 비롯한 자본주의진영은 단순한 체제선전용 허풍으로 치부하고 있었다. 그런데 소련이 인공위성의 발사에 성공하자 미국을 비롯한 서방자본주의국가들은 엄청난 충격을 받았다. 소련이 세계 최초로 인공위성을 쏘아올렸다는 사실 뿐만 아니라 대륙을 넘어설 수 있는 로켓 기술을 소련이 먼저 보유하면서 핵탄두를 장착한 미사일의 선제공격을 가할 수 있다는 사실이 공포와 위기감을 준 것이다.
게다가 소련은 뒤이어 스푸트니크 2호의 발사에도 성공하는데, 여기에는 라이카(Lika)라는 개를 실어 쏘아올렸다. 즉 생명체를 성공적으로 쏘아올릴 수 있게 된 것이다. 이때 발사된 스푸트니크 2호의 무게는 500kg에 달했는데, 이것은 대용량의 수소폭탄을 실은 미사일을 쏘아올릴 만한 기술을 보유하고 있다는 것을 보여주는 것이었다. 이런 상황에서 미국도 인공위성을 쏘아 올릴 수 있다는 것을 자국민들에게 보여주기 위해 1957년 벵가드 위성을 쏘아올리기에 이른다. 그러나 1.6kg에 불과한 벵가드는 1m 정도 올라간 뒤 폭발하여 실패로 돌아가게 된다. 그러다 1958년 익스플로러 1호의 발사에 성공하면서 어느 정도 자존심을 회복하게 된다.

## 스푸트니크 쇼크 이후
이렇게 미국을 비롯한 자본주의진영에게 스푸트니크는 엄청난 충격이었다. 바로 이것을 스푸트니크 쇼크라고 하는데, 미국은 우주개발이나 군비확장과 관련한 과학·기술 분야는 물론 교육 분야에서도 다양한 변화를 보이게 된다.

### 과학
- 미 항공 우주국(NASA, National Aeronautics and Space Administration)의 창설

미 항공 우주국(NASA)은 스푸트니크 쇼크를 계기로 1958년 창설된 미국의 대통령 직속 기구이다. 미 항공 우주국에서는 머큐리(1인승 인공위성 발사계획), 제미니(2인승 우주선 발사계획), 아폴로 계획(달에 인간을 착륙시키려는 계획)을 비롯한 많은 우주 탐사 계획을 진행시켰고 1969년에는 아폴로 11호를 통해 인류 최초로 달에 사람을 내려보내기도 하였다. 아폴로 계획은 1972년 아폴로 17호까지 모두 6회에 걸쳐 달에 착륙하는 데 성공하였다. 또한 1970년대에는 스카이랩(우주정거장 설치계획)이 진행되었고, 1980년대부터는 우주왕복선 계획을 진행하였으며 1990년대는 화성 등 행성탐사를 위해 무인 로봇탐사선들을 보냈고, 현재 다른 국가들과 함께 2008년 완성을 목표로 국제우주정거장(ISS)을 건설중이다.
- 인터넷의 개발

미국은 소련의 스푸트니크 1호 발사로 장거리 미사일의 공격에 위기감을 겪게 되었는데, 특히 소련이 핵미사일을 미국 본토에 퍼부을 수도 있다는 위기감이었다. 만약 소련의 미사일 공격으로 미국 본토의 주요 통신망이 파괴되는 경우를 대비하지 않을 수 없었는데, 그에 대비한 비상 수단으로 케이블이나 무선 데이터 통신망을 활용한 통신수단을 개발하기에 이른다. 이것이 최초의 인터넷인 알파넷(ARPANET, Advanced Research Projects Agency Network)이며 군 기관과 국가 주요기관을 연결하는 통신수단이 되었다.
이후 1970년대에 이르러 알파넷은 군이 아닌 일반에게도 공개되어 미국 내 50여개 대학과 연구소들이 이 통신망으로 연결되었고, 그 활용도가 엄청나게 급증하여 일반인을 위한 알파넷을 따로 분리하였다. 이것이 발전하여 인터넷이 된 것이다.

### 교육
- 기초학문의 교육을 중시(본질주의 교육의 득세)

스푸트니크 쇼크는 기초 학문의 교육을 중요시하는 계기가 되었다. 이전까지 미국 교육을 장악하고 있던 진보주의 교육이 막을 내리고 본질주의 교육이 득세하게 된 것이다. 진보주의 교육은 학습자의 〈창의성〉과 〈흥미〉를 중요시하는 교육이었는데, 학습에는 흥미가 있어야 한다는 것이 진보주의 교육자들의 생각이었다. 그러나 스푸트니크 쇼크 이후 기초학문에 대한 관심이 늘어나게 되고, 학습자의 흥미나 관심은 기초학문을 배우는 동안에는 유보되어야 한다는 본질주의 교육에 힘을 싣게 된 것이다. 따라서 미국은 초·중등학교의 교육과정에서 기초학문(셈하기와 같은), 특히 수학이나 과학 분야의 기초학문을 대단히 중요시하게 되었다. 또한 교사의 권위를 높이고 훈육을 강조하기도 하였다. 이러한 과정은 공립학교보다 사립학교에서 더욱 강조되었다.
- 외국의 고급 인력에 대한 개방 정책

스푸트니크의 발사에 대항하는 미사일을 발사할 즈음, 미국은 세계대전 후 넘어온 독일 출신의 과학자들에게 그 연구를 맡기지 않았다. 미국 출신의 과학자들도 능히 해 내리라 믿었던 것이다. 그러나 뱅가드가 실패하고 독일 출신의 과학자들에게 기회가 넘어갔으며 이후 성공적으로 인공위성을 쏘아 올릴 수 있게 되었다. 여기에서 미국은 국수주의적인 태도가 미국의 과학 발전에 도움이 되지 않는다고 믿고, 외국의 고급 인력에 대한 개방 정책을 펴게 된다. 지금도 일반 이민자는 입국이 어려운 상황이지만, 고급 인력의 경우 어렵지 않게 미국으로의 이민이 가능하다.

### 국방
미 국방부는 잠수함 발사 탄도 미사일 개발 계획인 폴라리스 계획을 시작했다. 또한 폴라리스 개발을 위해 복잡한 프로젝트를 상호 관련있는 간단한 작업까지 분해하여, 그 전후 관계 등 관련 사항을 확인하고 작업 견적 및 관리 방법인 퍼트(PERT)와 같은 프로젝트 관리 기법이 탄생하게 되었다.
존 F. 케네디 대통령은 1961년 5월 25일 특별 양원 합동 회의 석상에서 10년 이내에 인간을 달에 보낼 것이라고 선언하고, 아폴로 계획의 목표를 달 착륙으로 변경하였다.

## 같이 보기
- 스푸트니크 계획